# Lasiocephala olimpensis
Lasiocephala olimpensis är en nattsländeart som beskrevs av Cakin och Malicky 1983. Lasiocephala olimpensis ingår i släktet Lasiocephala och familjen kantrörsnattsländor. Inga underarter finns listade i Catalogue of Life.